# Castiarina virginea
Castiarina virginea es una especie de escarabajo del género Castiarina, familia Buprestidae. Fue descrita científicamente por Erichson en 1842.